# Diamantenmuseum in Amsterdam

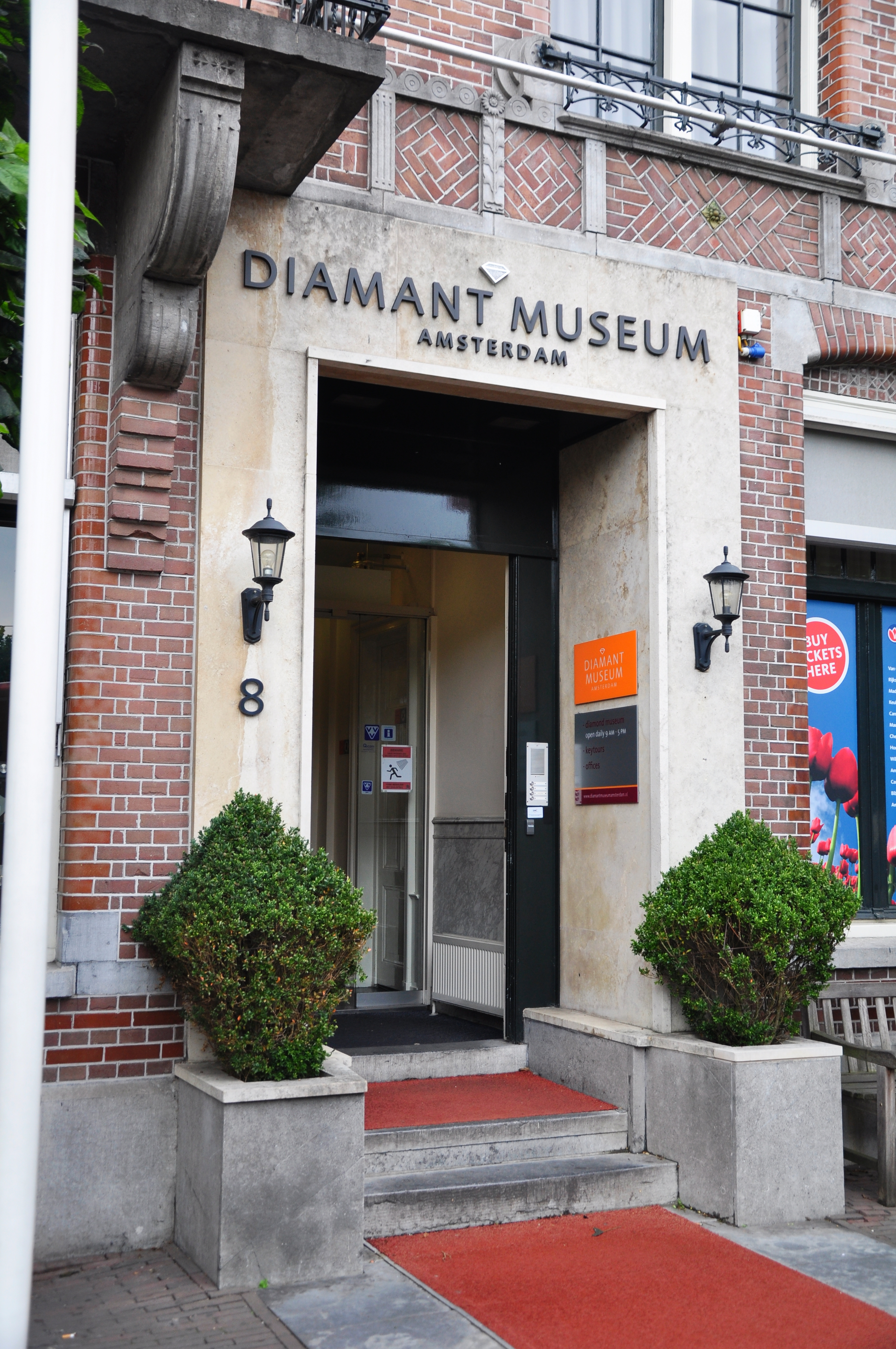
Museumseingang an der Museumplein-Westseite

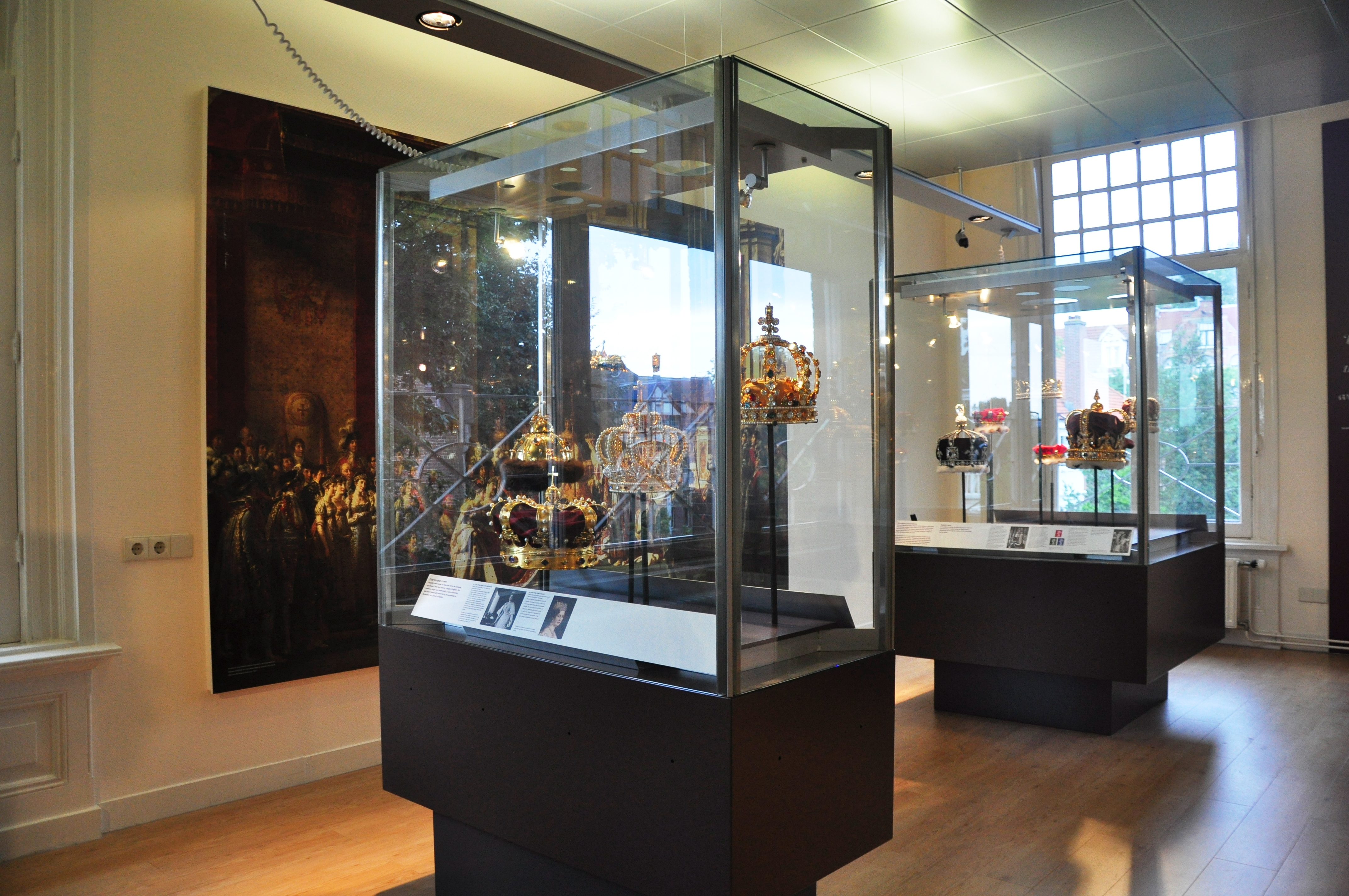
Kronen-Replikasammlung im zweiten Stock

Das Diamantenmuseum in Amsterdam (Eigenname: Diamant Museum) befindet sich am Museumplein in der Innenstadt von Amsterdam. Es wurde im April 2007 eröffnet und präsentiert Wissenswertes zur Entstehung, zur Förderung, zum Handel und der Verarbeitung von Diamanten. Eigentümer des Museums ist B. A. Meier, der Besitzer des benachbarten Diamantenverarbeitungsbetriebes Coster Diamonds. Das Museum befindet sich in einer Villa aus dem 19. Jahrhundert an der Paulus Potterstraat. Es ist mit den Gebäuden von Coster Diamonds verbunden, wo Museumsbesucher Bearbeitungsprozesse anschauen und Schmuckprodukte erwerben können.

## Ausstellung
Das Museum besteht aus einer Dauer- sowie wechselnden Sonderausstellungen.  Umfangreiches Film- und Anschauungsmaterial dient der Dokumentation. Dem Handel und der Verarbeitung der Edelsteine ist ein weiterer Bereich gewidmet – Amsterdam war bis in das 20. Jahrhundert der weltwichtigste Handels- und Bearbeitungsplatz für Diamanten. Neben historischen Verarbeitungsgeräten werden Nachbildungen der 22 berühmtesten Diamanten der Welt gezeigt. Schließlich sind Filme zu spektakulären Diamantendiebstählen zu sehen und in einem kitschigen, mit Spiegeln verkleideten Raum („Glamour Room“) werden bekannte Lieder zum Thema abgespielt (Shirley Bassey: „Diamonds Are Forever“, Marilyn Monroe: „Diamonds Are a Girl’s Best Friend“ und andere).
In Wechselausstellungen werden Nachbildungen von bedeutenden mit Edelsteinen besetzten Kronen sowie das von den Schmuck- und Glaskünstlern Monique Zegerius und Lilly B in Murano gefertigte „Katana-Schwert“ gezeigt. Es ist mit 1967 Diamanten (Gesamtgewicht 54,48 Karat) und 494 Rubinen (Gesamtgewicht 10,69 Karat) besetzt. Eine Kopie von Vincent van Goghs Sternennacht – mit 504 Diamanten versehen – wird präsentiert. Ebenso ein mit 17.000 Diamanten besetzter Gorillaschädel („Coster Skull“) – ein Reminiszenz an das Kunstwerk „For the Love of God“ von Damien Hirst.